# 白城長安機場
白城长安机场是中國吉林省白城市的一座民用機場，位於洮北区洮河镇长安村境内，距离白城市区16.5公里。2012年10月26日動工興建，于2017年3月31日正式通航，成为吉林省投入运营的第5个民用机场。
白城长安机场定位为国内支线机场，按满足2020年旅客吞吐量20万人次、货邮吞吐量700吨的目标设计，航站楼面积为4,471平方米，一条跑道长2,500米、宽45米，飞行区等级指标为4C，可满足波音737-800及以下系列运输飞机的使用要求。

## 沿革
- 2012年10月11日，中华人民共和国国务院、中共中央军委出具了《国务院、中央军委关于同意新建吉林白城机场的批复》，批准白城机场立项。
- 2015年5月25日，吉林机场集团与白城市政府签署白城机场合作协议。
- 2017年3月16日，民航东北地区管理局批复了《白城机场使用手册》。
- 2017年3月17日，机场取得东北管理局行业验收报告。
- 2017年3月27日，民航东北地区管理局下发了《白城机场使用许可证》。
- 2017年3月31日，白城长安机场正式投入运营。

## 航点
2025年度夏秋航班计划（3月30日至10月25日），机场运营航线3条，通航城市4个。
| 航空公司       | 目的地                                   |
| -------------- | ---------------------------------------- |
| 华夏航空（G5） | 天津                                     |
| 联合航空（KN） | 北京/大興、石家庄、上海/浦东（经石家庄） |